# Patelloceto media
Espèce
Patelloceto media est une espèce d'araignées aranéomorphes de la famille des Trachelidae.

## Distribution
Cette espèce se rencontre au Congo-Kinshasa au Sud-Kivu et au Nord-Kivu, en Ouganda, au Kenya et en Tanzanie,.

## Description
Les mâles mesurent de 3,69 à 4,23 mm et les femelles de 4,50 à 4,92 mm.

## Publication originale
- Lyle & Haddad, 2010 : A revision of the tracheline sac spider genus Cetonana Strand, 1929 in the Afrotropical region, with descriptions of two new genera (Araneae: Corinnidae). African Invertebrates, vol. 51, no 2, p. 321-384 (texte intégral).